# UCI Àsia Tour 2016
L'UCI Àsia Tour 2016 és la dotzena edició de l'UCI Àsia Tour, un dels cinc circuits continentals de ciclisme de la Unió Ciclista Internacional. Està format per 28 proves, organitzades del 21 de gener al 2 d'octubre de 2016 a Àsia.

## Evolució del calendari

### Gener
| Data | Cursa                                                 | País | Cat. | Vencedor                   | Equip                       |
| ---- | ----------------------------------------------------- | ---- | ---- | -------------------------- | --------------------------- |
| 21   | Campionats d'Àsia de ciclisme - contrarellotge sub-23 | Japó | CC   | Maral-erdene Batmunkh      | Equip nacional de Mongòlia  |
| 21   | Campionats d'Àsia de ciclisme - contrarellotge        | Japó | CC   | King Lok Cheung            | Equip nacional de Hong Kong |
| 23   | Campionats d'Àsia de ciclisme - cursa en ruta sub-23  | Japó | CC   | Mehdi Rajabikaboodcheshmeh | Equip nacional de l'Iran    |
| 24   | Campionats d'Àsia de ciclisme - cursa en ruta         | Japó | CC   | King Lok Cheung            | Equip nacional de Hong Kong |

### Febrer
| Data  | Cursa                 | País                | Cat. | Vencedor                    | Equip            |
| ----- | --------------------- | ------------------- | ---- | --------------------------- | ---------------- |
| 4-7   | Tour de Dubai         | Emirats Àrabs Units | 2.HC | Marcel Kittel               | Etixx-Quick Step |
| 8-12  | Tour de Qatar         | Qatar               | 2.HC | Mark Cavendish              | Dimension Data   |
| 16-21 | Tour d'Oman           | Oman                | 2.HC | Vincenzo Nibali             | Team Astana      |
| 18-21 | Tour de les Filipines | Filipines           | 2.2  | Oleg Zemlyakov              | Vino 4-ever      |
| 24-2  | Tour de Langkawi      | Malàisia            | 2.HC | Reinardt Janse van Rensburg | Dimension Data   |

### Març
| Data | Cursa          | País        | Cat. | Vencedor      | Equip                 |
| ---- | -------------- | ----------- | ---- | ------------- | --------------------- |
| 6-10 | Tour de Taïwan | Xina Taipei | 2.1  | Robbie Hucker | Avanti IsoWhey Sports |

### Abril
| Data | Cursa             | País      | Cat. | Vencedor | Equip         |
| ---- | ----------------- | --------- | ---- | -------- | ------------- |
| 1-6  | Tour de Tailàndia | Tailàndia | 2.2  | Ben Hill | Attaque Gusto |

### Maig
| Data  | Cursa          | País      | Cat. | Vencedor            | Equip                   |
| ----- | -------------- | --------- | ---- | ------------------- | ----------------------- |
| 11-14 | Tour de l'Ijen | Indonèsia | 1.2  | Jai Crawford        | Kinan                   |
| 13-18 | Tour de l'Iran | Iran      | 2.1  | Mirsamad Pourseyedi | Tabriz Shahrdari Team   |
| 19-23 | Tour de Flores | Indonèsia | 2.1  | Daniel Whitehouse   | Terengganu Cycling Team |
| 29-5  | Volta al Japó  | Japó      | 2.1  | Óscar Pujol         | Team Ukyo               |

### Juny
| Data  | Cursa          | País          | Cat. | Vencedor    | Equip              |
| ----- | -------------- | ------------- | ---- | ----------- | ------------------ |
| 5-12  | Tour de Corea  | Corea del Sud | 2.1  | Grega Bole  | Nippo-Vini Fantini |
| 16-19 | Tour de Kumano | Japó          | 2.2  | Óscar Pujol | Team Ukyo          |

### Juliol
| Data  | Cursa                 | País            | Cat. | Vencedor       | Equip                            |
| ----- | --------------------- | --------------- | ---- | -------------- | -------------------------------- |
| 17-30 | Tour del llac Qinghai | R.P. de la Xina | 2.HC | Serhí Lahkuti  | Kolss BDC Team                   |
| 30    | Tour de Jakarta       | Indonèsia       | 1.2  | Ryan Macanally | Pegasus Continental Cycling Team |

### Agost
| Data | Cursa              | País      | Cat. | Vencedor          | Equip                |
| ---- | ------------------ | --------- | ---- | ----------------- | -------------------- |
| 6-14 | Volta al Singkarak | Indonèsia | 1.2  | Amir Kolahdozhagh | Pishgaman Giant Team |

### Setembre
| Data  | Cursa              | País            | Cat. | Vencedor         | Equip                       |
| ----- | ------------------ | --------------- | ---- | ---------------- | --------------------------- |
| 1-1   | Tour d'Hokkaido    | Japó            | 2.2  | Nariyuki Masuda  | Utsunomiya Blitzen          |
| 9-16  | Volta a la Xina I  | R.P. de la Xina | 2.1  | Raffaello Bonusi | Androni Giocattoli-Sidermec |
| 11-18 | Volta a la Xina II | R.P. de la Xina | 2.1  | Marco Benfatto   | Androni Giocattoli-Sidermec |

### Octubre
| Data  | Cursa            | País                | Cat. | Vencedor        | Equip                |
| ----- | ---------------- | ------------------- | ---- | --------------- | -------------------- |
| 2     | Tour d'Almati    | Kazakhstan          | 1.2  | Alexei Lutsenko | Astana Pro Team      |
| 18-22 | Jelajah Malaysia | Malàisia            | 2.2  | Arvin Moazemi   | Pishgaman Giant Team |
| 20-23 | Abu Dhabi Tour   | Emirats Àrabs Units | 2.1  | Tanel Kangert   | Astana Pro Team      |
| 23    | Japan Cup        | Japó                | 1.HC | Davide Villella | Cannondale-Drapac    |

### Proves anul·lades
| Data          | Prova             | País       | Cat. | Causa |
| ------------- | ----------------- | ---------- | ---- | ----- |
| 16-20 març    | Tour de Sarawak   | Malàisia   | 2.2  |       |
| 25 agost      | Tour d'Oskemen    | Kazakhstan | 1.2  |       |
| 29 agost      | Tour de Burabai   | Kazakhstan | 1.2  |       |
| 12 setembre   | Tour de Baikonur  | Kazakhstan | 1.2  |       |
| 1 octubre     | Tour de Khapxagai | Kazakhstan | 1.2  |       |
| 11-15 octubre | Tour de Borneo    | Malàisia   | 2.2  |       |

## Classificacions
- Font: Classificacions finals

| #  | Ciclista                           | Equip                 | Pts |
| 1  | Mark Cavendish (GBR)               | Dimension Data        | 800 |
| 2  | Peter Sagan (SVK)                  | Team Tinkoff          | 600 |
| 3  | Giacomo Nizzolo (ITA)              | Trek-Segafredo        | 488 |
| 4  | Edvald Boasson Hagen (NOR)         | Dimension Data        | 455 |
| 5  | Alexander Kristoff (NOR)           | Team Katusha          | 425 |
| 6  | Tom Boonen (BEL)                   | Etixx-Quick Step      | 400 |
| 7  | King Lok Cheung (HKG)              | Orica-BikeExchange    | 365 |
| 8  | Tony Martin (GER)                  | Etixx-Quick Step      | 350 |
| 9  | Vincenzo Nibali (ITA)              | Astana Pro Team       | 343 |
| 10 | Mirsamad Pourseyedigolakhour (IRN) | Tabriz Shahrdari Team | 333 |

| #  | Equip                       | País       | Pts  |
| 1  | Pishgaman-Giant             | Iran       | 1034 |
| 2  | Tabriz Shahrdari Team       | Iran       | 884  |
| 3  | Kolss BDC Team              | Ucraïna    | 794  |
| 4  | Vino 4ever SKO              | Kazakhstan | 631  |
| 5  | Team Ukyo                   | Japó       | 571  |
| 6  | Nippo-Vini Fantini          | Itàlia     | 548  |
| 7  | Terengganu Cycling Team     | Malàisia   | 455  |
| 8  | Avanti IsoWhey Sports       | Austràlia  | 436  |
| 9  | Drapac Professional Cycling | Austràlia  | 393  |
| 10 | Kinan Cycling Team          | Japó       | 355  |

| #  | País            | Pts. |
| -- | --------------- | ---- |
| 1  | Iran            | 1587 |
| 2  | Kazakhstan      | 1451 |
| 3  | Japó            | 884  |
| 4  | Corea del Sud   | 718  |
| 5  | Hong Kong       | 555  |
| 6  | Mongòlia        | 263  |
| 7  | Malàisia        | 201  |
| 8  | Indonèsia       | 154  |
| 9  | Kuwait          | 143  |
| 10 | R.P. de la Xina | 141  |
| 10 | Xina Taipei     | 141  |

| #  | País (Sub-23) | Pts. |
| -- | ------------- | ---- |
| 1  | Corea del Sud | 381  |
| 2  | Kazakhstan    | 362  |
| 3  | Iran          | 173  |
| 4  | Hong Kong     | 140  |
| 5  | Mongòlia      | 125  |
| 6  | Kuwait        | 123  |
| 7  | Uzbekistan    | 76   |
| 8  | Líban         | 69   |
| 9  | Vietnam       | 60   |
| 10 | Japó          | 43   |